# 乔·贝内特
約瑟夫·"祖"·賓納（英語：Joseph "Joe" Bennett，1990年3月28日—）是一名英格蘭足球運動員，司職後衛，現效力於英甲球會韋根。賓納於2008/09年球季季前與米杜士堡簽署首份職業合約，他可以擔當左路任何位置，但慣常出任左閘。

## 球會生涯

### 米杜士堡
賓納在大曼徹斯特羅奇代爾出生，但於10歲之齡移居東北部。當他仍然在學時代表诺萨勒顿镇擔任前鋒參賽，球隊的教練同時是米杜士堡的球探，賓納通過試訓加盟米堡青訓學院，但在效力U15青年隊時被球隊取消註冊，即仍可跟操但沒有上陣機會。賓納於是參加紐卡素的試訓，但在家庭反對下未有加盟，他惟有重返業餘的週日聯賽參賽，一年後再獲米堡重新錄用。
賓納在季前熱身賽和預備隊中布出色的表現，2008年夏季獲球會提供首份兩年職業合約，並在2008/09年球季獲提升上一隊，並於多場英超賽事擔任沒有上陣的後補球員。直到球季閉幕日，米杜士堡作客對韋斯咸一場非勝不可的重要賽事，賓納於半場後補首次在英超亮相，最終球隊以1-2敗陣，聯賽排第19位，結束11年頂級聯賽生涯，來季降班英冠。賓納於2009年8月獲球隊續約三年。
2009/10年球季賓納成為一隊正式成員，於2009年8月15日在英格蘭聯賽盃第二圈作客1-2負於諾定咸森林，賓納於加時賽下半場入替祖利奧·艾卡，並於9月26日作客2-2賽和高雲地利首次正選上陣。但在時任領隊戈登·斯特拉坎麾下未算受重用，他要求外借卻被拒，整季只獲派上陣13場。
莫布雷於2010年10月上任後，將賓納調任左閘，繼而鞏固正選席位。2011年1月他與球會簽署四年半新約，留隊直至2015年6月。

### 卡迪夫城
2021年2月9日，班奈特在球隊對上羅瑟漢姆的比賽踢進了睽違三年的進球，最後2-1獲勝。
2021年2月20日，班奈特在球隊對上普雷斯頓的比賽達成職業生涯第350次出場，最後球隊以4-0獲勝。

### 維根競技
2022年4月30日，班奈特在球隊對上施鲁斯伯里镇3-0的比賽後隨隊獲得英格蘭足球甲級聯賽冠軍，他新賽季再次重返英冠。

## 國家隊生涯
賓納是英格蘭U19於2009年夏季在烏克蘭參加2009年歐洲U-19足球錦標賽決賽週的大軍成員之一，分組賽初時只擔任後補球員，由於落場時表現出色，於最後一場分組賽7-1大破斯洛文尼亞開始正選上陣，準決賽於加時賽後3-1擊敗法國後晉級決賽，決賽面對主辦國烏克蘭以0-2見負屈居亞席。原本他有份參與2009年世界青年足球錦標賽，但因為要為球會參賽而退隊。
2011年2月2日賓納獲首次徵召加入英格蘭U21備戰對義大利的友誼賽，2月8日賓納獲派正選登場並踢足全場。

## 榮譽

### 球會
卡迪夫城
- 英格蘭足球冠軍聯賽亞軍：2017–18賽季

 維根
- 英格蘭足球甲級聯賽冠軍：2021–22賽季[12]

### 個人
- 米德尔斯堡年度最佳青年球員：2010–11賽季

## 外部連結
- Soccerway資料庫：乔·贝内特
- 足球数据库：祖·賓納的球员统计数据
- ESPN.com 簡歷 （页面存档备份，存于）
- 米杜士堡官網簡歷